# Vålerenga Fotball 1997
Questa voce raccoglie le informazioni riguardanti il Vålerenga Fotball nelle competizioni ufficiali della stagione 1997.

## Stagione
Il Vålerenga, guidato anche in questa stagione da Vidar Davidsen, ha affrontato la stagione in Adeccoligaen, secondo livello del calcio norvegese. Il campionato si è concluso in maniera trionfale, con l'arrivo al primo posto nella classifica finale, conquistando così la promozione.
Contemporaneamente, il Vålerenga ha vinto la Coppa di Norvegia 1998, grazie al successo in finale per quattro a due sullo Strømsgodset.

## Rosa
| N. |                     | Ruolo | Calciatore           |
| -- | ------------------- | ----- | -------------------- |
| 1  | Norvegia (bandiera) | P     | Ivar Rønningen       |
| 2  | Norvegia (bandiera) | D     | Viggo Strømme        |
| 3  | Norvegia (bandiera) | D     | Kent Ingar Karlsen   |
| 4  | Norvegia (bandiera) | D     | Fredrik Kjølner      |
| 5  | Norvegia (bandiera) | D     | Thomas Berntsen      |
| 6  | Norvegia (bandiera) | D     | Håvard Steinar Lunde |
| 7  | Norvegia (bandiera) | A     | Bjørn Arild Levernes |
| 8  | Norvegia (bandiera) | C     | Espen Haug           |
| 9  | Norvegia (bandiera) | A     | John Anders Skoglund |
| 10 | Norvegia (bandiera) | A     | Dag Riisnæs          |
| 11 | Norvegia (bandiera) | A     | Kjell Roar Kaasa     |

| N. |                     | Ruolo | Calciatore            |
| -- | ------------------- | ----- | --------------------- |
| 13 | Norvegia (bandiera) | C     | Espen Musæus          |
| 14 | Norvegia (bandiera) | C     | Fredrik Clas Gærdeman |
| 15 | Norvegia (bandiera) | C     | Joachim Walltin       |
| 16 | Norvegia (bandiera) | C     | Jan Erlend Kruse      |
| 17 | Norvegia (bandiera) | C     | Bjørn Viljugrein      |
| 18 | Norvegia (bandiera) | C     | Svein Erik Pettersen  |
| 19 | Norvegia (bandiera) | D     | Knut Henry Haraldsen  |
| 20 | Norvegia (bandiera) | A     | Juro Kuvicek          |
| 22 | Norvegia (bandiera) | C     | Tron Sætre            |
| 25 | Norvegia (bandiera) | A     | John Carew            |
| 26 | Norvegia (bandiera) | P     | Tore Krogstad         |

## Risultati

### Campionato

#### Girone di andata
| Oslo 20 aprile 1997, ore 18:00 UTC+1 1ª Giornata | Sarpsborg | 0 – 0 referto | Vålerenga | Sarpsborg Stadion (4.453 spett.)\| Arbitro: \| Haugom \| |
| Arbitro:                                         | Haugom    |               |           |                                                          |

| Arbitro: | Haugstad |

|                            |           |           |
| Kaasa 2’, 24’ Gærdeman 30’ | Marcatori | ?’ (aut.) |

| Arbitro: | Kristensen |

|                                              |           |  |
| Musæus 30’, 65’, 75’ Strømme 62’ Riisnæs 90’ | Marcatori |  |

| Skien 8 maggio 1997, ore 18:00 UTC+1 4ª giornata | Odd Grenland | 0 – 0 referto | Vålerenga | Odd Stadion (3,663 spett.)\| Arbitro: \| Roland \| |
| Arbitro:                                         | Roland       |               |           |                                                    |

| Arbitro: | Alseth |

|                    |           |  |
| Kaasa 47’ Haug 73’ | Marcatori |  |

| Arbitro: | Staberg |

|                          |           |                                   |
| Ødegaard 27’ Nerland 90’ | Marcatori | 4’ Musæus 58’ Kaasa 63’ Viljugren |

| Arbitro: | Hansen |

|                                             |           |              |
| Kaasa 2’ Haug 12’ Riisnæs 30’ Viljugren 42’ | Marcatori | 42’ Jacobsen |

| Arbitro: | Berentsen |

|                     |           |                      |
| Bendvold Hansen 10’ | Marcatori | 58’ Riisnæs 70’ Haug |

| Arbitro: | Kamben |

|                         |           |                             |
| Haug 19’ Kaasa 75’, 90’ | Marcatori | 30’ Andersen 43’ Fredriksen |

| Arbitro: | Hansen |

|  |           |                           |
|  | Marcatori | 53’ Viljugren 89’ Kuvicek |

| Arbitro: | Kamben |

|                                 |           |  |
| Musæus 6’, 27’, 85’ Kuvicek 88’ | Marcatori |  |

| Arbitro: | Sætra-Pedersen |

|          |           |                        |
| Sveen 5’ | Marcatori | 45’ Haug 63’ Haraldsen |

| Arbitro: | Berentsen |

|                                                 |           |                         |
| Musæus 2’, 14’, 18’, 42’ Viljugren 10’ Haug 46’ | Marcatori | 63’ Kvisvik 69’ Ramberg |

#### Girone di ritorno
| Arbitro: | Kvam |

|          |           |                      |
| Haug 16’ | Marcatori | 14’ Solaas 90’ Berby |

| Arbitro: | Sannerholt |

|           |           |              |
| Hinna 36’ | Marcatori | 66’ Gærdeman |

| Arbitro: | Bondal |

|  |           |                           |
|  | Marcatori | 47’ Haraldsen 88’ Kuvicek |

| Arbitro: | Haugstad |

|                               |           |  |
| Riisnæs 7’ Haug 27’ Kaasa 62’ | Marcatori |  |

| Arbitro: | Hansen |

|                                 |           |           |
| Edvardsen 7’ Ludvigsen 22’, 32’ | Marcatori | ?’ (aut.) |

| Arbitro: | Skjerven |

|                                |           |              |
| Gærdeman 26’, 50’ Berntsen 38’ | Marcatori | 51’ Ødegaard |

| Arbitro: | Bondal |

|  |           |                |
|  | Marcatori | 77’, 84’ Carew |

| Arbitro: | Staberg |

|          |           |  |
| Haug 34’ | Marcatori |  |

| Arbitro: | Fiskum |

|  |           |                                                      |
|  | Marcatori | 17’ Carew 19’, 38’, 43’ Haug 86’ Kaasa 89’ Rønningen |

| Arbitro: | Ophuus |

|                                                                      |           |  |
| Musæus 8’, 11’, 14’ Haug 20’ Levernes 45’ Walltin 50’ Carew 62’, 86’ | Marcatori |  |

| Arbitro: | Kristensen |

|                              |           |  |
| Leonardsen 1’ Stephansen 25’ | Marcatori |  |

| Arbitro: | Eriksen |

|                                                         |           |           |
| Riisnæs 8’ Musæus 28’ Haug 35’ Kuvicek 74’ Gærdeman 83’ | Marcatori | ?’ (aut.) |

| Arbitro: | Kamben |

|                         |           |            |
| Kollnes 14’ Løvlien 87’ | Marcatori | 90’ Musæus |

### Coppa di Norvegia

#### Primo turno
| Arbitro: | ? |

|  |           |                |
|  | Marcatori | ?’ ? ?’ ? ?’ ? |

#### Secondo turno
| Arbitro: | ? |

|  |           |      |
|  | Marcatori | ?’ ? |

#### Terzo turno
| Arbitro: | ? |

|  |           |           |
|  | Marcatori | ?’ ? ?’ ? |

#### Quarto turno
| Arbitro: | ? |

|                            |           |  |
| Kaasa 53’, 73’ Kuvicek 75’ | Marcatori |  |

#### Quarti di finale
| Arbitro: | ? |

|                                 |           |                         |
| Haug 23’ Levernes 29’ Carew 59’ | Marcatori | 29’ Johansen 32’ Hansen |

#### Semifinale
| Arbitro: | ? |

|             |           |                               |
| Owalabi 61’ | Marcatori | 32’, 63’, 76’ Carew 89’ Lunde |

| Arbitro: | ? |

|          |           |              |
| Carew 5’ | Marcatori | 51’ Skogheim |

#### Finale
| Arbitro: | Olsen |

|                                           |           |                  |
| Kaasa 4’ Haug 51’ Musæus 63’ Levernes 65’ | Marcatori | 53’, 56’ Tanasić |